# Parafianów (sielsowiet Sitce)
Parafianów (biał. Параф'янава; ros. Парафьяново) – wieś na Białorusi, w obwodzie witebskim, w rejonie dokszyckim, w sielsowiecie Sitce.

## Historia
W czasach zaborów ówczesny folwark leżał w gminie Pariafianów, w powiecie wilejskim w guberni wileńskiej Imperium Rosyjskiego.
W dwudziestoleciu międzywojennym folwark a następnie majątek leżał w Polsce, w województwie wileńskim, w powiecie duniłowickim, od 1926 w powiecie dziśnieńskim, w gminie Parafianów.
Według Powszechnego Spisu Ludności z 1921 roku zamieszkiwały tu 232 osoby, 180 było wyznania rzymskokatolickiego, 51 prawosławnego, a 1 mojżeszowego. Jednocześnie 117 mieszkańców zadeklarowało polską, a 115 białoruską przynależność narodową. Były tu 23 budynki mieszkalne. W 1931 w 18 domach zamieszkiwało 195 osób.
Wierni należeli do parafii rzymskokatolickiej w Parafianowie i prawosławnej w Hnieździłowie. Miejscowość podlegała pod Sąd Grodzki w Dokszycach i Okręgowy w Wilnie; właściwy urząd pocztowy mieścił się w Parafianowie.